# グレッグ・ワイラー
グレッグ・ワイラー（英: Greg Wyler、1969年11月12日 - ）は、ワンウェブの創業者兼会長である。

## 来歴
2002年、アフリカ・ルワンダでインターネット接続会社を起業した。発展途上国に通信ケーブルなどネット接続インフラを構築する困難さを経験し、「全世界の発展途上国に通信衛星経由でネット接続を提供する」という構想を持った。
2007年にO3b社を、2012年にWorldVu社を設立した。
2013年にO3bはGoogleから10億ドルの投資を受け、Google傘下に入った。2014年9月、ワイラーはGoogleを離れ、WorldVuをワンウェブに改称した。
O3bは発展途上国の政府やネット接続企業へ通信を提供したが、ワンウェブは小規模な民間プロバイダーや個人へ販売するとしている。
2015年1月に、ワンウェブはリチャード・ブランソン率いるヴァージン・グループと通信用半導体大手のクアルコムからの出資を受けた。同年5月、ヴァージンからの追加出資、エアバス・グループ、コカコーラなどからも出資を得た。同年6月、衛星製造をエアバスに900機発注した。米フロリダ州に、これまでにない多数の衛星を一気に製造するための工場を建設中であると報じられた。
2016年12月、ソフトバンクグループから12億ドルの出資を受けることをワンウェブは発表した。